# Anacroneuria chachis
Anacroneuria chachis is een steenvlieg uit de familie borstelsteenvliegen (Perlidae). De wetenschappelijke naam van de soort is voor het eerst geldig gepubliceerd in 2006 door Stark & Vásconez.